# Lista de sistemas multiplanetários
Na lista de sistemas multiplanetários, de total de  2.730 estrelas conhecidas por terem exoplanetas (a partir de  5 de agosto de 2017).  Desde 30 de dezembro de 2024, existem 7387 exoplanetas confirmados em 5069 sistemas planetários, com 1030 sistemas com mais de um exoplaneta.. Há ainda 2.724 candidatos à espera de confirmação.

## Sistemas multiplanetários
| A cor indica o número de planetas | A cor indica o número de planetas | A cor indica o número de planetas | A cor indica o número de planetas | A cor indica o número de planetas | A cor indica o número de planetas | A cor indica o número de planetas |
| --------------------------------- | --------------------------------- | --------------------------------- | --------------------------------- | --------------------------------- | --------------------------------- | --------------------------------- |
| 2                                 | 3                                 | 4                                 | 5                                 | 6                                 | 7                                 | 8                                 |

- Precisam ser adicionados: Gliese 433, Gliese 785, HD 136352, Gliese 439, Gliese 253, HD 7449, HIP 49067, UZ Fornacis